# Хамба
Хамба (рум. Hamba) — село у повіті Сібіу в Румунії. Входить до складу комуни Шура-Маре.
Село розташоване на відстані 217 км на північний захід від Бухареста, 9 км на північний схід від Сібіу, 111 км на південний схід від Клуж-Напоки, 112 км на захід від Брашова.

## Населення
За даними перепису населення 2002 року у селі проживали 734 особи.
Національний склад населення села:
| Національність | Кількість осіб | Відсоток |
| -------------- | -------------- | -------- |
| румуни         | 702            | 95,6%    |
| цигани         | 19             | 2,6%     |
| німці          | 9              | 1,2%     |

Рідною мовою назвали:
| Мова      | Кількість осіб | Відсоток |
| --------- | -------------- | -------- |
| румунська | 697            | 95,0%    |
| циганська | 25             | 3,4%     |
| німецька  | 8              | 1,1%     |